# C.E
C.E（シーイー）は、日本のグラフィックデザイナー／イラストレーターのSKATE THING、Toby Feltwell、菱山豊の3名が2011年に創始したファッションブランド及び音楽レーベル。
運営会社は株式会社ポトラッチ。本社は東京都渋谷区。

## 名称
フィリップ・K・ディック の著書であるUBIKに登場する女性のタトゥー、Caveat Emptor（ラテン語で“買い手が品質の危険性を負う”の意）がブランド名の由来。
Caveat Emptorを略してCAV EMPT（キャブ・エンプト）、更に略しC.E。
ブランド名はC.EもしくはCAV EMPTが正式な名称。一般的に日本においては前者、日本国外においては後者がブランド名として認知されている。

## 概要
音楽プロデューサー／ラッパー／シンガーのファレル・ウィリアムスがNIGO®と共に設立した洋服ブランドBILLIONAIRE BOYS CLUB® / ICE CREAM™に携わっていた3名が、同ブランドの海外企業への売却とタイミングを同じくして立ち上げたのがC.E。
BILLIONAIRE BOYS CLUB® / ICE CREAM™において洋服と関係ない話をしているなかで自然と服作りが行われていたことがこの3名がブランドを共に起こした理由である。
日本のストリートウエアの文脈であるアメリカンカジュアルとは異なるヨーロピアンカジュアル的な洋服のシルエットやディティール、プリントや刺繍で洋服に施されるSKATE THING手掛けるグラフィックデザインがブランドの特徴。

## 略歴
2011年
C.E設立。

8月：初のコレクションであるC.E Spring Summer 2012をロンドンのJacket Requiredで発表。ルックブックではロンドンのMC、D Double Eをキャスティングしている。

9月：日本で展示会を開催。

10月：Beams T Harajukuにて大判のグラフィックをプリントした巨大なクルーネックTシャツの展示をおこなう。
2012年
8月：Beauty & Youth United Arrows Harajukuにてポップアップを開催。

11月：滝沢伸介が手掛ける洋服ブランドNeighborhoodとコレボレーションをおこなう。
2013年
3月：メルセデス・ベンツ ファッション・ウィーク 東京において渋谷ヒカリエを会場に、C.E Autumn Winter 2013 Presentationを開催。

6月：Vansとの協業でスニーカー、Authenticを発売した。
2014年
1月：Cabaret VoltaireのDrinking Gasolineのリイシュー限定版付属Tシャツを製作。

10月：C.E Spring Summer 2015 Presentation及び、アフターパーティーをThe Trilogy Tapes主宰のWill Bankhead、同レーベルのRezzett、Anthony Naplesらを招集し、前年度と同様に渋谷ヒカリエを会場に開催した。

12月：Tate Britainで開催されたLATE AT TATE BRITAIN内のイベントとしてC.E Spring Summer 2015 PresentationをRezzettと共に再演した。
2015年
2月：資生堂パーラーとの協業によるお菓子、限定版ミルフィーユ オ ショコラとTシャツを伊勢丹新宿、資生堂パーラー銀座本店（限定版ミルフィーユ オ ショコラのみ）で発売。同パッケージ及びTシャツのデザインには、資生堂パーラーのパッケージデザインを手がける仲條正義による描き下ろしのイラストが使用された。

８月：UNITED ARROWS 原宿本店 ウィメンズ館 3階に1ヶ月間の期間限定店舗、CAV EMPT SHORT TERM RETAIL EXPERIMENT at BEAUTY&YOUTH UNITED ARROWSをオープンした。

12月：世界的フォトグラファーNick Knightがディレクターを務めるメディア、SHOWstudioとの共同プロジェクトであるUntitled Projrctを発足。
2016年
9月：東京都港区に位置するFrom 1stビルの2階に実店舗をオープン。 

11月：DVDとヴァイナルポストカードが付属する書籍、C.E OWNER'S MANUALを上梓。Vansとの2度目となる協業で日本では未展開だったスニーカー、Bearcatを発売した。
2017年
5月：現代美術家である田名網敬一とOliver Payneによるエキシビション、Perfect Cherry Blossom展（ロサンゼルス Hammer Museum、東京 NANZUKA）で展示された2人による合作をプリントしたTシャツ6型2色を発売。SHOWstudioとの約2年にわたる共同プロジェクトの完結として、フーディやコーチジャケットを含む全4型の洋服を発売した。

12月：中島敏子が編集長を務めたマガジンハウスが発行する雑誌、GINZAの20周年を記念し、後ろ身頃にマガジンハウスのロゴが大きく刺繍されたクルーネックスウェットシャツを発売。
2018年
12月：NIKEとの協業を発表。
2019年
1月：NIKEとの協業によるトラックスーツ、ジャージー、キャップ、ベスト、スニーカー、NIKE AIR MAX 95を発売。
2021年
8月：ロンドンの音楽プロデューサー兼DJ、Joy Orbison初となるフルレングス作品、still slipping vol.1（XL Recordings）のリリースを記念したマーチャンダイズを手掛けた。

11月：ブランド初となるオリジナルのシューズを発売した。

## 音楽イベント
ディレクターを務めるToby Feltwellがロンドンの音楽レーベルMo'waxでA&Rとして勤務していたこともあり、ヨーロッパを中心とするダンスミュージック業界との深いつながりをもっているため、主にナイトクラブを会場に音楽イベントを不定期で開催している。

### 開催イベント
| 年   | 日程     | 公演名                                        | 出演者 | 会場                                                                |
| ---- | -------- | --------------------------------------------- | --- | ------------------------------------------------------------------- |
| 2014 | 3月22日  | C.E, THE TRILOGY TAPES & UNIT present         | KASSEM MOSSE, WILL BANKHEAD, DJ NOBU, GENKI, CLOAK DAGGER（Stray form the path), TOBY FELTWELL, KOKO MIYAGI, 1-DRINK, LIL' MOFO | 代官山UNIT                                                          |
| 2014 | 10月18日 | C.E AND THE TRILOGY TAPES AFTER PARTY         | REZZETT, ANTHONY NAPLES, WILL BANKHEAD                                                                                          | 渋谷ヒカリエ                                                        |
| 2015 | 4月14日  | The Trilogy Tapes, Hinge Finger & C.E present | Joy Orbison, Will Bankhead, DJ Nobu, Uncontact-Tribe, Toby Feltwell, 1-Drink                                                    | 代官山UNIT                                                          |
| 2015 | 9月12日  | VOGUE FASHION'S NIGHT OUT                     | Ondo Fudd, 1-Drink, Toby Feltwell                                                                                               | CAV EMPT SHORT TERM RETAIL EXPERIMENT at BEAUTY&YOUTH UNITED ARROWS |
| 2016 | 9月10日  | C.E & HINGE FINGER                            | JOY ORBISON, PEDER MANNERFELT, WILL BANKHEAD, DJ NOBU                                                                           | 代官山UNIT                                                          |
| 2017 | 3月10日  | C.E, L.I.E.S. & THE TRILOGY TAPES             | Ron Morelli, Will Bankhead, Samo DJ, Tzusing, 1-Drink, Toby Feltwell, Koko Miyagi, JR                                           | Contact                                                             |
| 2018 | 3月2日   | C.E presents                                  | PLO Man, Carre, Mori Ra | CIRCUS Tokyo                                                        |
| 2018 | 10月26日 | C.E presents                                  | BEN UFO, POWDER, KASSEM MOSSE, WILL BANKHEAD, LOW JACK, E.L.M.S.                                                                | 代官山UNIT                                                          |
| 2018 | 10月27日 | C.E presents                                  | BEN UFO, KASSEM MOSSE, WILL BANKHEAD, LOW JACK                                                                                  | West Harlem                                                         |
| 2019 | 5月18日  | C.E presents                                  | Will Bankhead, Beatrice Dillon, Lukid, Mars89                                                                                   | VENT                                                                |
| 2019 | 10月25日 | C.E, TTT & HINGE FINGER present               | REZZETT, LOW JACK, JON K, WILL BANKHEAD, 1-DRINK, LIL MOFO                                                                      | WWW X                                                               |

## 音楽レーベル
ブランド名と同名の音楽レーベルの運営を行っている。発売するメディアはカセットテープのみ。購入可能店舗はC.Eの実店舗もしくはロンドンの音楽レーベルThe Trilogy TapesのBandcampページの2つに限っている。品番CESAR01から05までの最初の5作品は期間限定店舗で配布されたノベルティのため非売品である。店頭での販売価格は税抜1,000円だが、中古市場でプレミア価格で取引されているタイトルが多数存在する。

### ディスコグラフィー
| 品番    | アーティスト               | タイトル                                                                               | 発売日     |
| ------- | -------------------------- | -------------------------------------------------------------------------------------- | ---------- |
| CESAR01 | DJ 光光光                  | 『飲むだけ』フリーソーメン/ウィメン線ケア//////／シャツT-shirts/////////////////////// | 2015年8月  |
| CESAR02 | Tzusing                    | Cav Empt mixtape                                                                       | 2015年9月  |
| CESAR03 | Ondo Fudd                  | Ondo Fudd                                                                              | 2015年9月  |
| CESAR04 | Kmos                       | Kmos                                                                                   | 2015年9月  |
| CESAR05 | Unchi Neko VII             | I can't think of anything to make either. Let's UNmake something!                      | 2015年9月  |
| CESAR06 | Ron Morelli / Samo DJ      | Ron Morelli / Samo DJ                                                                  | 2017年5月  |
| CESAR07 | Beau Wanzer                | Beau Wanzer Mix                                                                        | 2017年8月  |
| CESAR08 | PLO Man                    | Returning To Earth, Only To Leave Again                                                | 2018年3月  |
| CESAR09 | Samo DJ                    | Samo DJ                                                                                | 2018年4月  |
| CESAR10 | Anthony Naples & Huerco S. | Khmeli Suneli                                                                          | 2018年5月  |
| CESAR11 | Joy O                      | C.E tape                                                                               | 2018年8月  |
| CESAR12 | X-Altera                   | Blowing Up The Workshop: X-Altera                                                      | 2018年9月  |
| CESAR13 | E.L.M.S.                   | E.L.M.S.                                                                               | 2018年11月 |
| CESAR14 | Ploy                       | Ploy                                                                                   | 2019年3月  |
| CESAR15 | Lukid                      | Lukid                                                                                  | 2019年5月  |
| CESAR16 | Low Jack                   | Low Jack                                                                               | 2019年10月 |
| CESAR17 | The Gerogerigegege         | >(decrescendo)                                                                         | 2019年12月 |
| CESAR18 | Jon K                      | Recorded live at WWW X, Shibuya, Tokyo on 25 October 2019                              | 2020年1月  |
| CESAR19 | Peder Mannerfelt           | WORK                                                                                   | 2020年1月  |
| CESAR20 | Qoso                       | Qoso                                                                                   | 2020年3月  |
| CESAR21 | Ben UFO                    | Cav Empt tape                                                                          | 2020年7月  |
| CESAR22 | DJ Nobu                    | Recorded live at 対人対物無制限 (Taijin-Taibutsu Museigen) Tokyo, 12 March 2020        | 2020年5月  |
| CESAR23 | Chemsex Trails             | Chemsex Trails                                                                         | 2021年1月  |
| CESAR24 | Andrew Nosnitsky           | Andrew Nosnitsky                                                                       | 2021年2月  |
| CESAR25 | Felix Hall                 | Felix Hall                                                                             | 2021年5月  |
| CESAR26 | Ghost Lemurs Of Madagascar | Blue Moon (Cav Empt Tape)                                                              | 2021年7月  |
| CESAR27 | Lemna                      | Live at Macao, Milan on 20 Apr 2018                                                    | 2021年10月 |
| CESAR28 | Call Super                 | CE recording - The People Within Us, The Lives Unlived                                 | 2021年11月 |
| CESAR29 | DJ Trystero                | DJ Trystero                                                                            | 2021年11月 |